# 괴를리츠형 대차

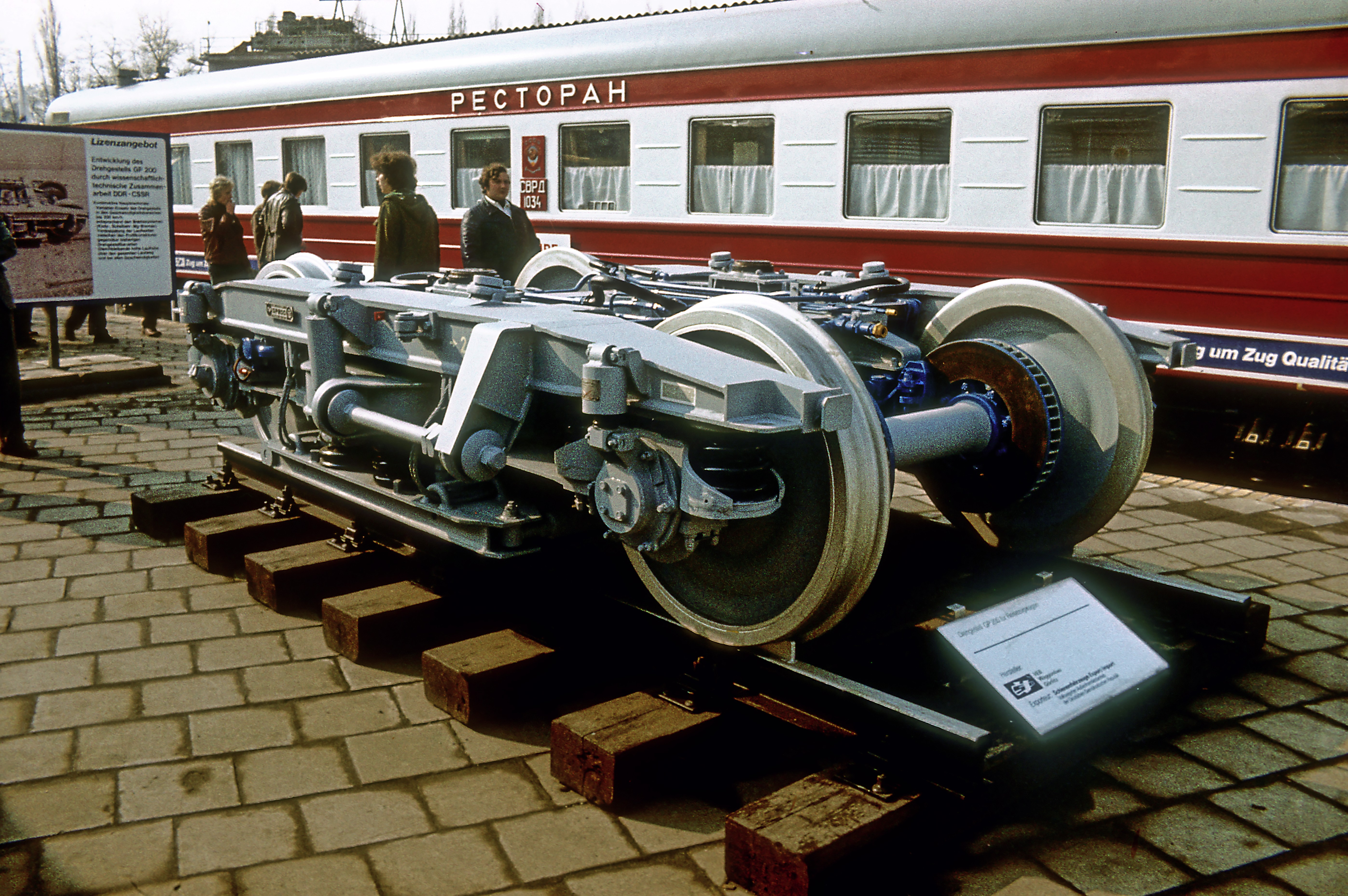
1982년 라이프치히 신년 박람회에 전시된 GP200형 대차

괴를리츠형 대차는 바곤바우 괴를리츠(Waggonbau Görlitz)에서 개발하여 1923년부터 광역 및 장거리 여객 철도차량에 사용한 대차이다. 가장 최근에 개발된 유형은 괴를리츠 IX형으로 2층 객차에 사용하는 대차이다.

## 역사

### 제2차 세계 대전 이전

#### 괴를리츠 I형
괴를리츠 I(Görlitz I)형 대차는 1923년 괴를리츠 소재 바곤 운트 마시넨바우 AG(WUMAG, Waggon- und Maschinenbau AG))에서 도이체 라이히스반 납품을 위해서 개발되었다. 축간 거리는 3600 mm이고 2차 서스펜션이 장착되어 있다.

#### 괴를리츠 II형
괴를리츠 II(Görlitz II)형 대차는 괴를리츠 I형이 개발된 3년 후 부드러운 승차감을 위한 FD 라인골트 차량용으로 개발되었다. 이후 하팍로이드형 급행 열차 및 28형 급행 객차에도 사용되었다. 축간 거리는 전작과 마찬가지로 3600 mm이다. 괴를리츠 I형과 비교했을 때 추가 서스펜션이 장착되었다. 처음에는 토션 바가 장착되었으나 나중에는 코일 스프링으로 변경되었다.

#### 괴를리츠 III형

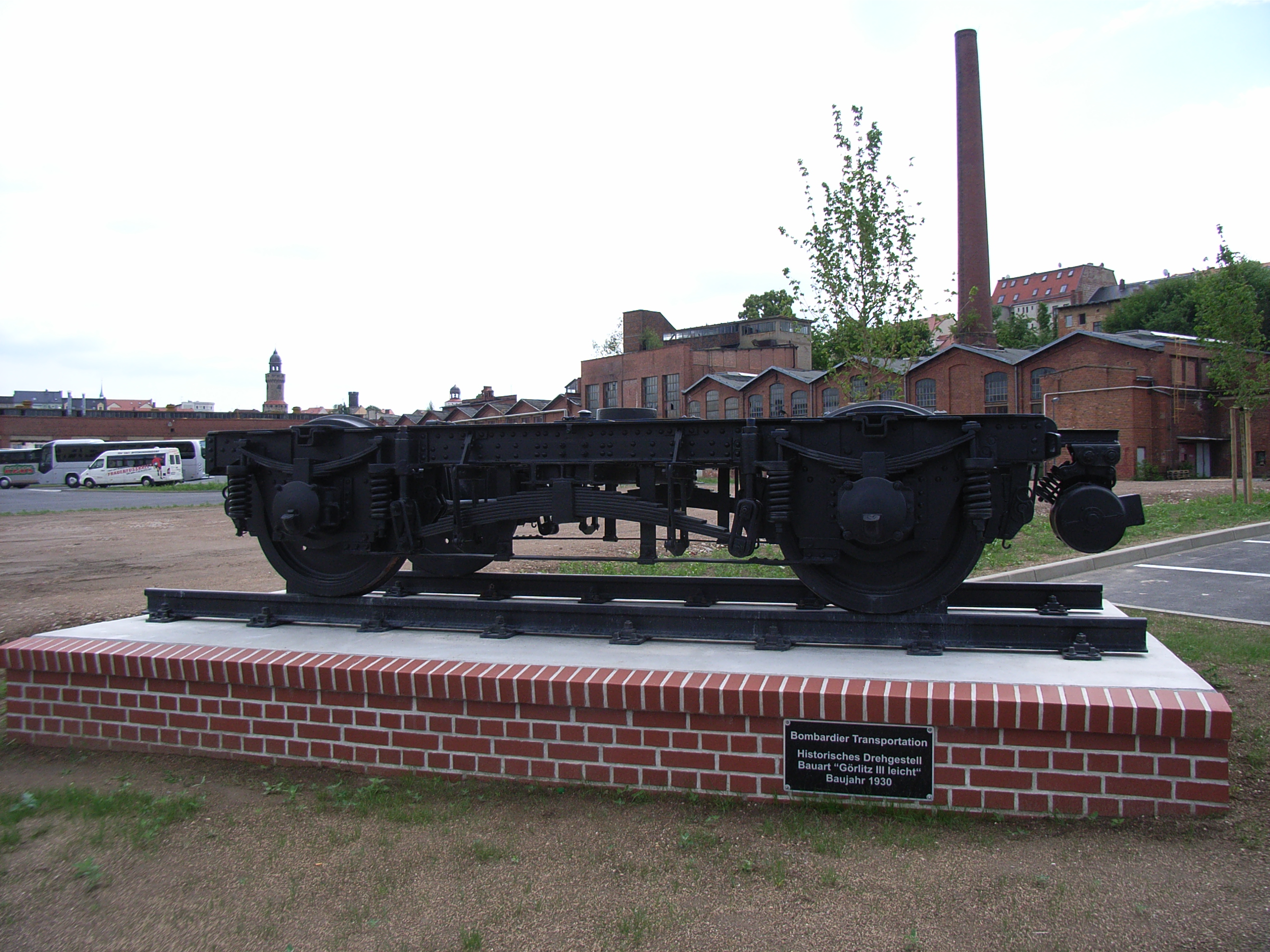
바곤바우 괴를리츠(현재의 알스톰) 부지에 설치된 1930년 제작된 괴를리츠 III형 대차

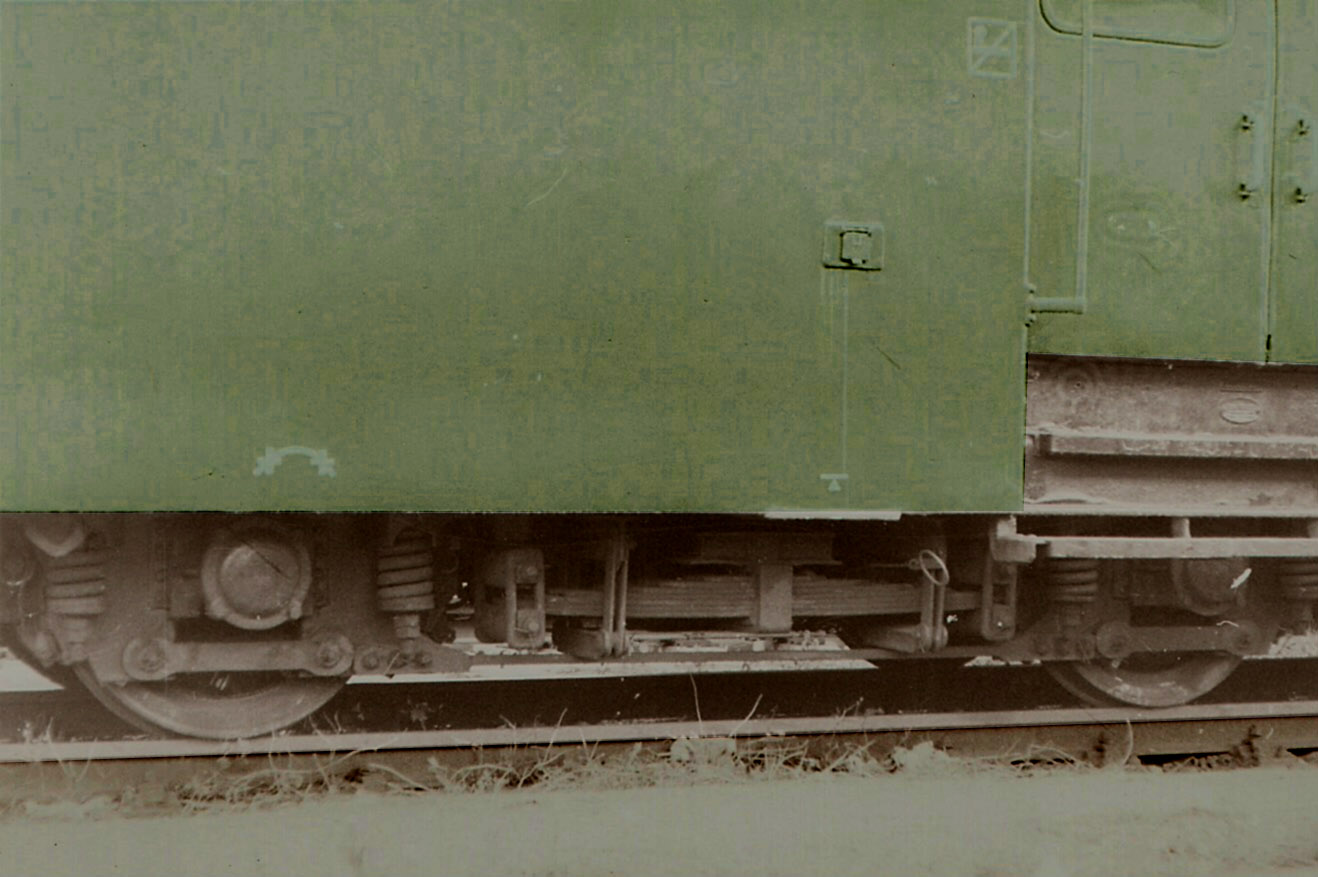
괴를리츠 III 중형 대차는 동독에서 생산하여 체코슬로바키아 철도에 납품한 2층 객차에 사용되었다

괴를리츠 III(Görlitz III)형 대차는 1929년/1930년에 출시되었으며 경형과 중형으로 나뉘어 생산되었다. 장축에 장착된 현수식 크래들 스프링으로 서스펜션의 기능을 수행했기 때문에 크래들 진자를 장착하지 않았다. 진자 구조는 대차에서 수리가 어려운 위치에 장착된 복잡한 구성 요소였다. 이 구성 요소를 제거하여 유지 보수가 간편해졌다. 괴를리츠 III 중형 대차는 전작과 마찬가지로 차축간 거리가 3600 mm였으나, 괴를리츠 III 경형 대차는 3000 mm로 축소되었고 대차 프레임 길이도 4500 mm로 축소되었다. 서스펜션 특성 개선을 위해서 일부 대차에는 4차 서스펜션으로 판 스프링 위에 추가 코일 스프링이 장착되었다.
괴를리츠 III형 대차는 다양한 곳에 사용되었으며, 최소한 20종류의 파생형이 있다. 1932년 라인골트 객차에 괴를리츠 III형 대차가 채용되었고, 35형 객차, 급행 객차, 식당차, 우편차에도 채용되었다. 아돌프 히틀러의 전용 열차에도 장착되었다.
동독 수립 이후 바곤바우 괴를리츠가 국유화된 후에도 괴를리츠 III형 대차는 계속 생산되었다. 최종적으로 생산된 대차는 4차 서스펜션이 있는 괴를리츠 III 경형이었으며, 1954년과 1955년 E5형 중간 출입문 객차(이후 Bghe형으로 개칭됨)에 장착되었다. 2량 및 4량 2층 객차 고정편성에 사용된 객차도 괴를리츠 III형에서 파생되었다. 서독의 독일연방철도는 민덴도이츠형 대차를 새로 개발했다.

#### 괴를리츠 IV형
괴를리츠 IV(Görlitz IV)형 대차는 1932년부터 디젤 동차용으로 개발되었다. 축간 거리는 괴를리츠 III 경형과 같은 3000 mm이며, 차륜 직경은 1000 mm에서 900 mm로 줄어들었다.

### 전후 개발

#### 괴를리츠 V형

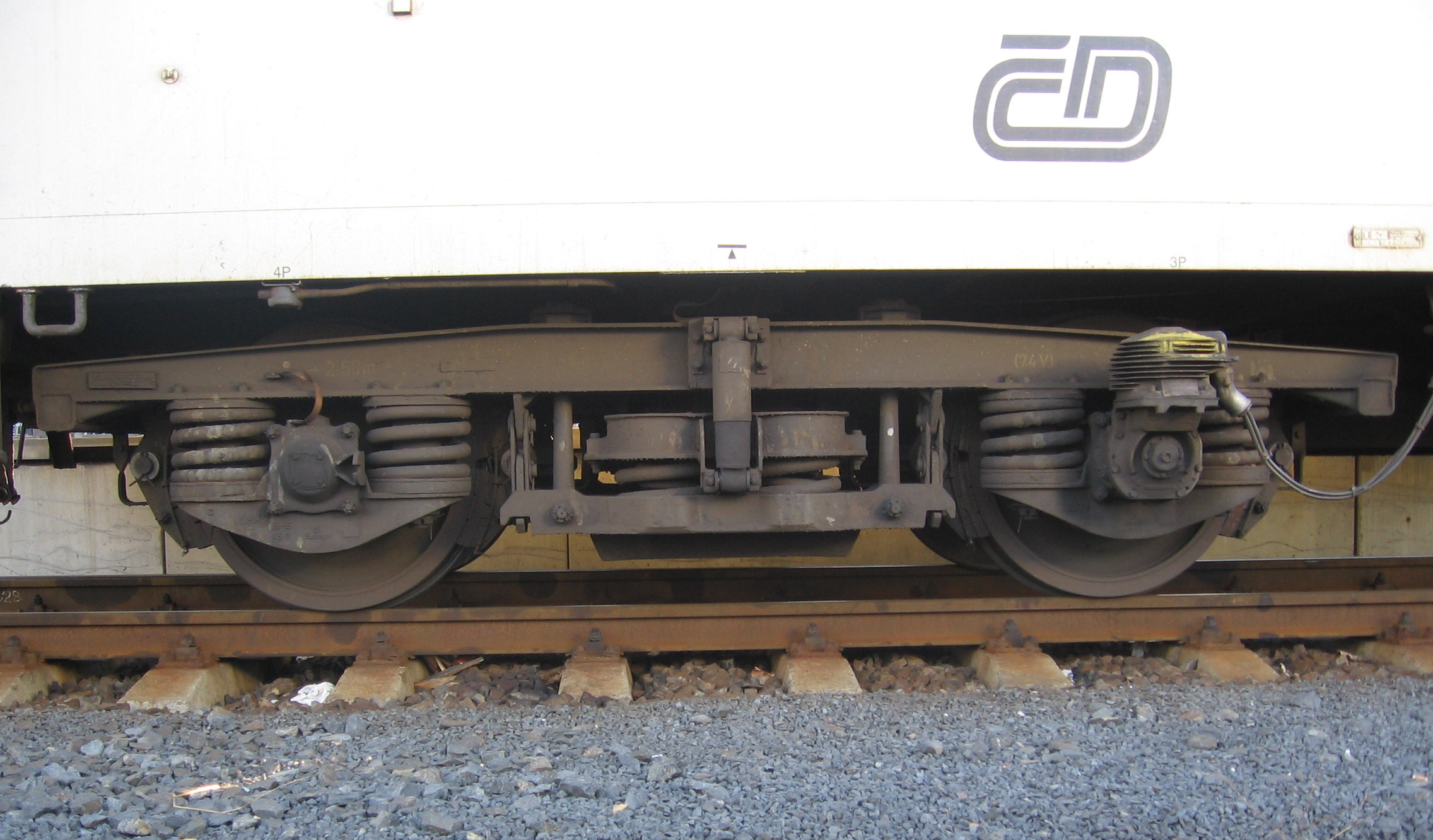
체코 철도 객차에 사용된 괴를리츠 Va형 대차

괴를리츠 V(Görlitz V)형 대차는 1950년부터 개발되었고 원래는 축받이가 없었다. 축간 거리는 2500 mm로 축소되었고, 대부분 후속작에서도 계속 사용되었다. 이전 유형과는 다르게 1차 및 2차 서스펜션에 모두 코일 스프링을 채용했다. 괴를리츠 V형 대차는 도이체 라이히스반의 다양한 객차 외에도 OSJD B형 객차 및 이와 유사한 UIC Y형 객차에도 채용되었다. 개발용 차량에서 사용했던 백조목형 대차(Schwanenhalsdrehgestell)에서 영향을 받아서 프로이센형 대차 및 전쟁 이전 괴를리츠형 대차가 장착되어 있었던 차량을 현대화하면서 괴를리츠 V형 대차로 변경했다. 여러 국가로 수출된 덕분에 현재까지도 괴를리츠 V형 대차를 볼 수 있다. 표준궤 이외에도 인도네시아용 케이프 궤간 및 그리스용 미터 궤간용으로도 개발되었다. 협궤형 대차는 두 차축 사이의 I빔이 아래쪽으로 굽어 있다. 이외에도 광궤용으로도 개발되었다.
1957년에 개발된 2층 고정 편성 열차는 괴를리츠 V-Do형 대차를 사용했다. 이 유형 이후로 2층 객차용 대차에는 공간상의 이유로 실린더를 포함한 기계식 제동 장치를 대차에 직접 설치했다.
중부유럽과 소련간 직통 운행에 사용하기 위해서 1974년부터 도입된 RIC 침대차는 표준궤 철도에서 괴를리츠 V형 대차를 사용한다. 차축 베어링과 같은 다양한 부품은 소련 표준 KVS-ZNII와도 호환된다.
최종적으로 대량 생산된 괴를리츠 V형 대차는 할버슈타트에서 제작된 Bmh(e)형 객차 및 블록 제동이 장착된 급행 객차에 사용되었다. 한편 블록 제동 능력도 한계에 도달해서, 이들 차량은 차륜 깨짐 문제가 자주 발생했다. 이 문제를 해결하기 위해서 1986년부터는 디스크 제동이 장착된 GP200형 대차로 전환했다.
신품 차륜 직경은 950 mm이다. 브레이크 블록이 양쪽 차륜에 작용하는 블록 제동을 사용했다. 1980년대 이후 생산품의 차륜 직경은 후속작인 괴를리츠 VI형과 같은 920 mm로 변경되었다. 축받이가 없는 설계는 생각했던 것만큼 내구성이 좋지 않아서, 1990년대에 괴를리츠 VI형과 유사하게 GfK 축받이가 장착되었다. 괴를리츠 V형의 설계 최고속도는 시속 160 km였으나, 블록 제동은 최대 시속 140 km까지에서만 작용했다. 디스크 제동은 기술적으로는 가능했으나, 1990년대 체코슬로바키아 철도(이후 체코와 슬로바키아 철도)에서 현대화 작업을 거치는 동안에만 설치되었다. 1987년 괴를리츠에서 생산된 DR 188.3 전차선 관리차에는 수정된 괴를리츠 Va형 대차가 장착되었다. 차축 구동계에 디스크 제동이 장착되어 있으며 축받이에는 플렉시코일 스프링이 장착되어 슬라이더를 생략했다.

#### 괴를리츠 VI형

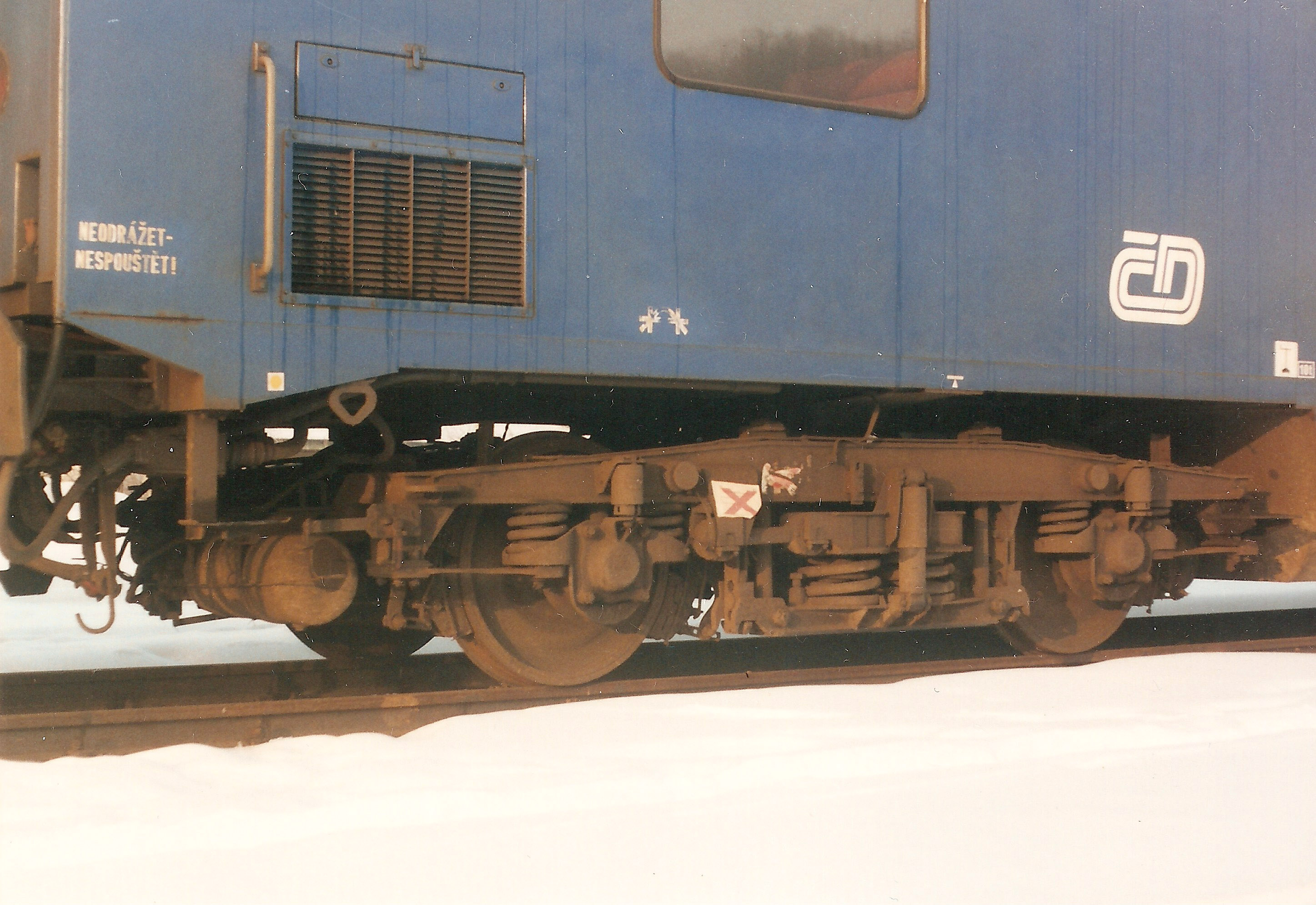
체코 철도 2층 객차에 장착된 괴를리츠 VI Do-K형 대차

1960년대 중반부터 바곤바우 괴를리츠와 도이체 라이히스반은 괴를리츠 VI형(Görlitz VI) 대차를 공동으로 개발했다. 신품 차륜 직경은 920 mm였고, 유리 섬유 강화 폴리에스터로 제조한 액슬 링크에 관절식으로 연결된다. 차체와 대차 프레임은 폴리테트라플루오로에틸렌 재질로 제작된 슬라이드를 통해서 연결되며, 길이 600 mm인 진자식으로 지지된다. 설계 최고속도는 시속 180 km였지만 이를 장착한 철도 차량의 영업 최고속도는 시속 160 km였다.
Y/B 70형 객차 중 일부, 1970년형 2층 객차 편성 및 1992년까지 생산된 모든 2층 객차와 DABgbuzf형 제어차(이후 760형으로 개칭)에 장착되었다. 1985년부터 도이체 라이히스반에서는 브레이크 슈가 장착된 대차만 공급받았으며, 1986년부터는 레일식 와전류제동이 장착된 대차를 공급받았다. 대차 내에 와전류제동용 레일을 장착할 수 있는 공간이 확보되었기에 가능했다. 괴를리츠 V형과 비슷하게 2층 객차용으로 괴를리츠 VI Do-K형과 Do-S형 대차는 제동 시스템이 대차에 직접 설치되었으며, 최대 축중은 18톤이다.

#### GP200형

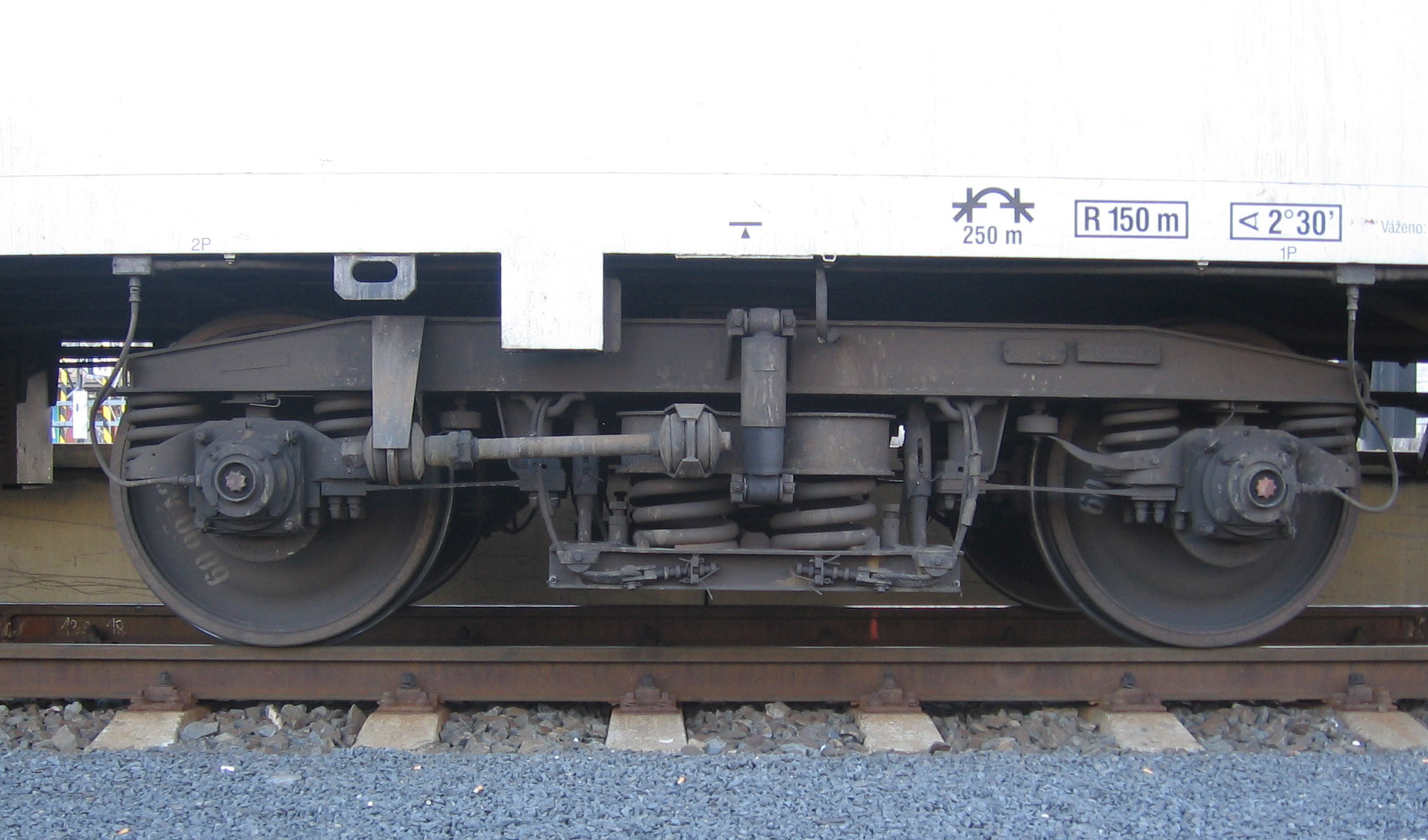
GP200 대차

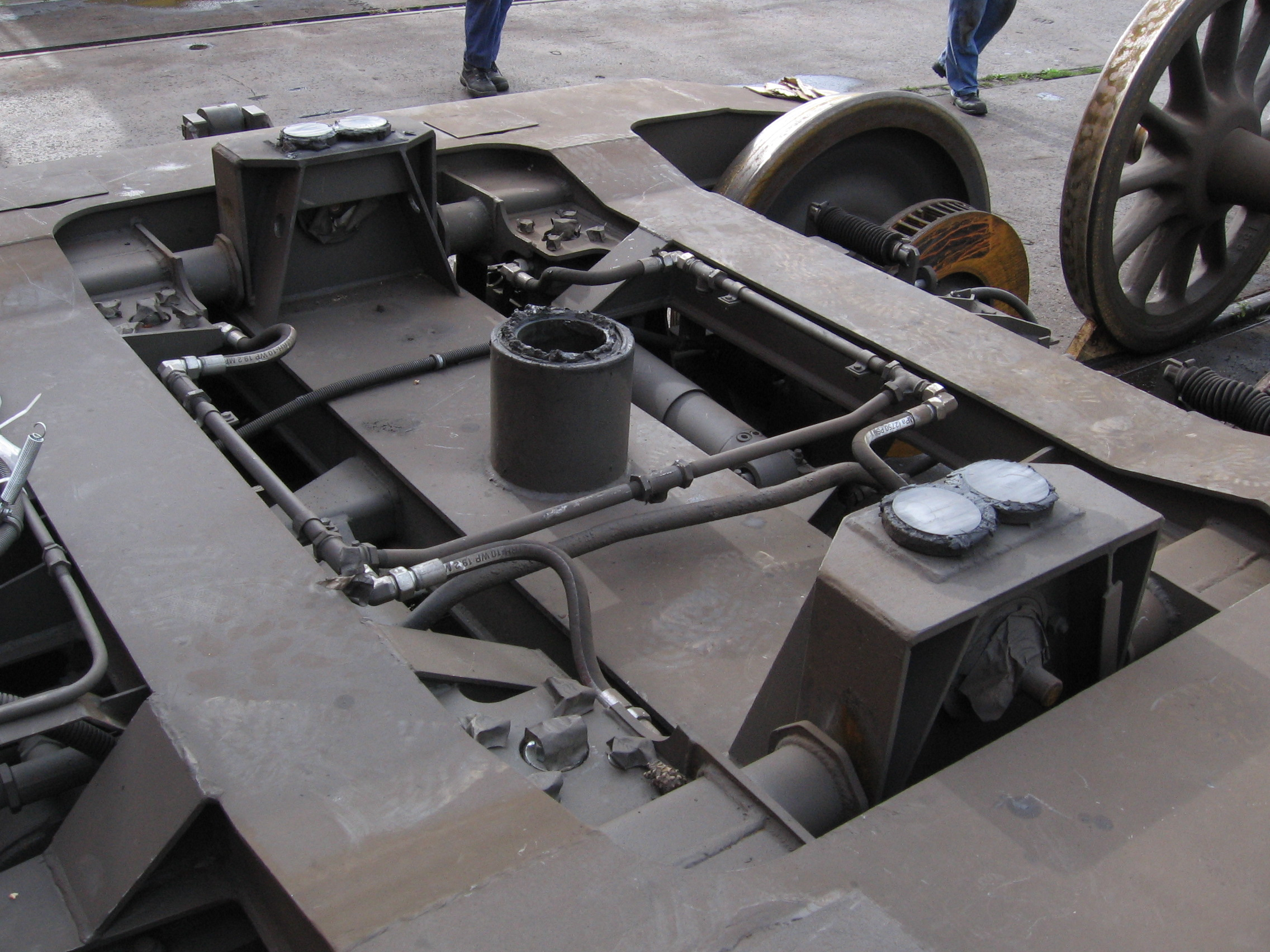
GP200 대차 피벗

VÚKV 프라하와 협력하여 1982년에 GP200형 대차를 개발했다. GP라는 명칭은 괴를리츠-프라하(Görlitz-Prag)를 의미하며 숫자 200은 영업최고속도 200 km/h를 의미한다. 슈 브레이크와 디스크 제동 중에서 선택할 수 있으며 추가로 레일식 와전류제동을 장착할 수 있다. 독일에 납품된 대차는 전부 디스크 제동을 사용했다. 축간 거리는 2600 mm로 증가했으며, 차축용 암이 안쪽으로 장착되어 있으며 차축 박스에서 분리가 가능하다. 차축의 수평 위치를 변경하지 않은 상태로 차축을 분리할 수 있게 되었다. 1986년부터 할버슈타트 Z2 급행 객차, 바우첸 생산 객차에 이 대차가 사용되었다. 이들 차량은 시속 200 km로 운행할 수 있도록 와전류제동 장착이 준비되어 있었다. 한편 이 대차 역시 다양한 곳으로 수출되었다. 1989년 AEG, LEW, 바곤바우 바우첸에서 공동 생산한 그리스용 인터시티 차량에도 이 대차의 동력 대차용 파생형을 사용했다. 1990년대에는 침대차와 할버슈타트 중간 출입문 객차도 더 부드러운 승차감 때문에 이 대차로 개조되었다. 할버슈타트 급행 객차가 1995년부터의 인터레기오 제어차(Bimdzf269형)로 개조되면서 이 대차에도 추가로 배장기, 살사장치, 윤활장치, Indusi 차량용 자석이 추가로 장착되었다. 소련 철도에서 주문한 RIC 침대차(WLABmee, WLSRmee형)에도 바곤바우 괴를리츠 및 후신 기업에서 대차를 제조하여 납품했다. Stäubli에서 제작한 대차와 차체간 자동 연결기를 장착하여 가변 궤간 작업을 가속화했다.

#### 괴를리츠 VII형
1980년대 말 GP200형 대차를 기반으로 괴를리츠 VII(Görlitz VII)형 대차를 개발할 계획이 있었으나 실제 제작되지는 않았다. 2층 객차에 사용될 예정이었다. 독일 재통일 이후 에어 서스펜션이 장착된 대차를 다시 사용할 수 있게 되었다. 대표적으로 SIG에서 제작한 에어 서스펜션 대차는 1200대 이상이 공급되었다. 괴를리츠 VII형 대차에는 코일 스프링만 장착되어 있어서 하중과 독립된 전고 조정이 불가능했다.

#### GDS300형
ICE 2의 중간 무동력 객차에는 GDS300(Görlitz-Dresden-Salzgitter, 괴를리츠-드레스덴-잘츠기터)형 대차가 사용되었다. 1990년대 초반 시제품 2대를 제작했고 ICE 1의 중간 무동력 객차에 시험 운행을 거쳤다. 그러나 ICE 2 대차 제작은 지머링그라츠파우커(Simmering-Graz-Pauker)가 담당하게 되었고 SGP 400형 대차가 개발되면서 GDS300 대차 개발은 취소되었다.

#### 괴를리츠 VIII형

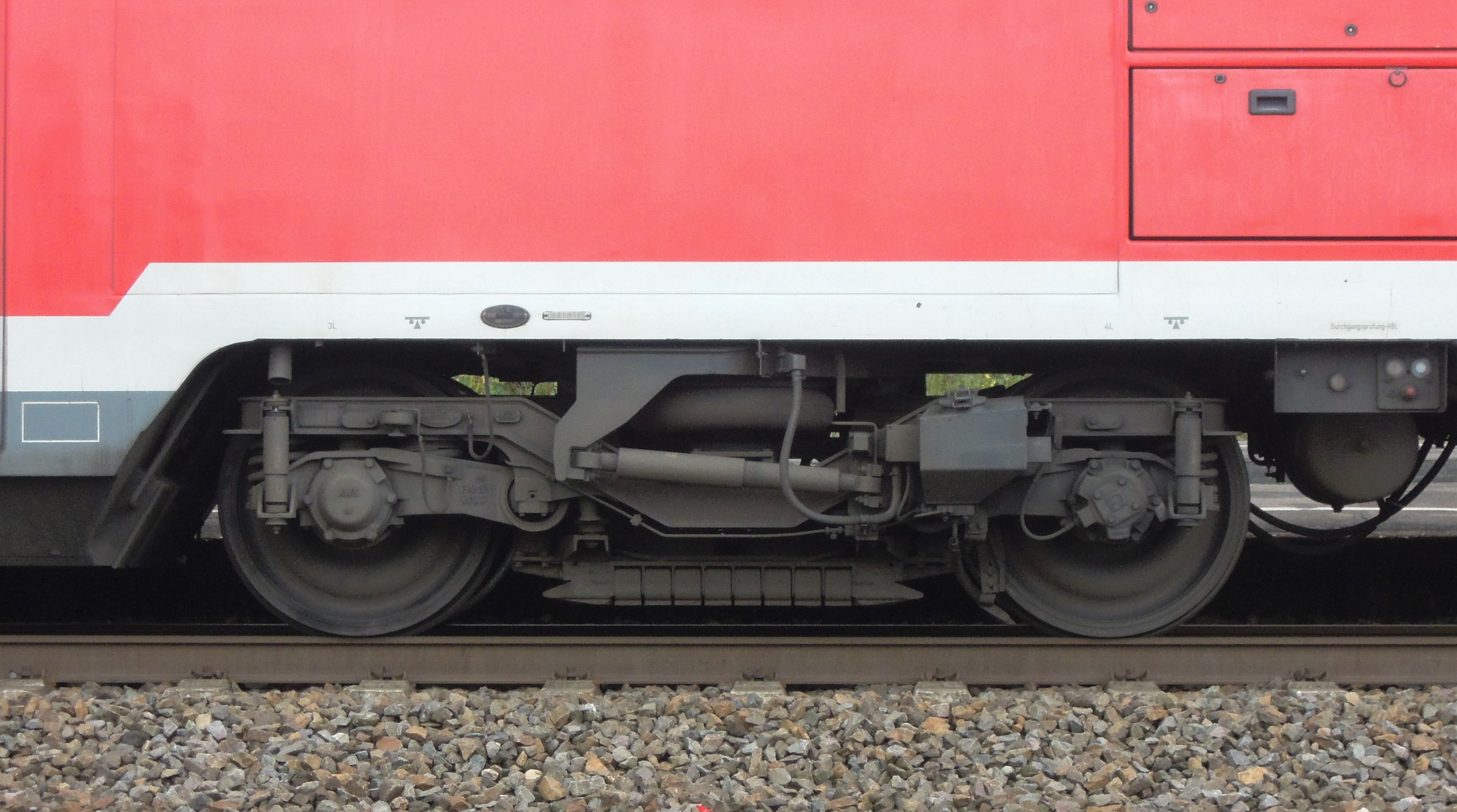
와전류제동용 레일이 장착된 괴를리츠 VIII형 대차

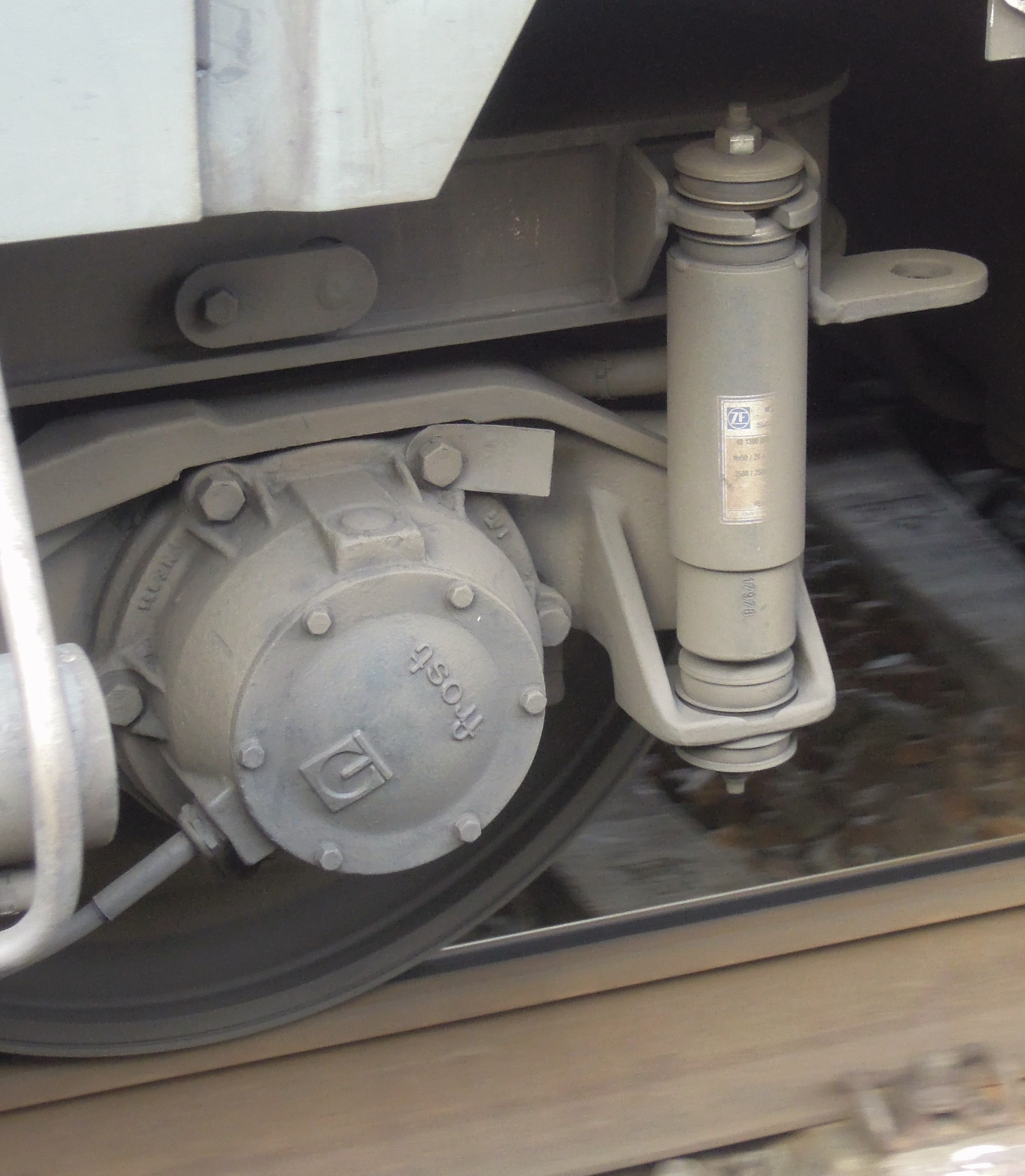
1차 서스펜션의 축받이 베어링과 ZF 유압 댐퍼

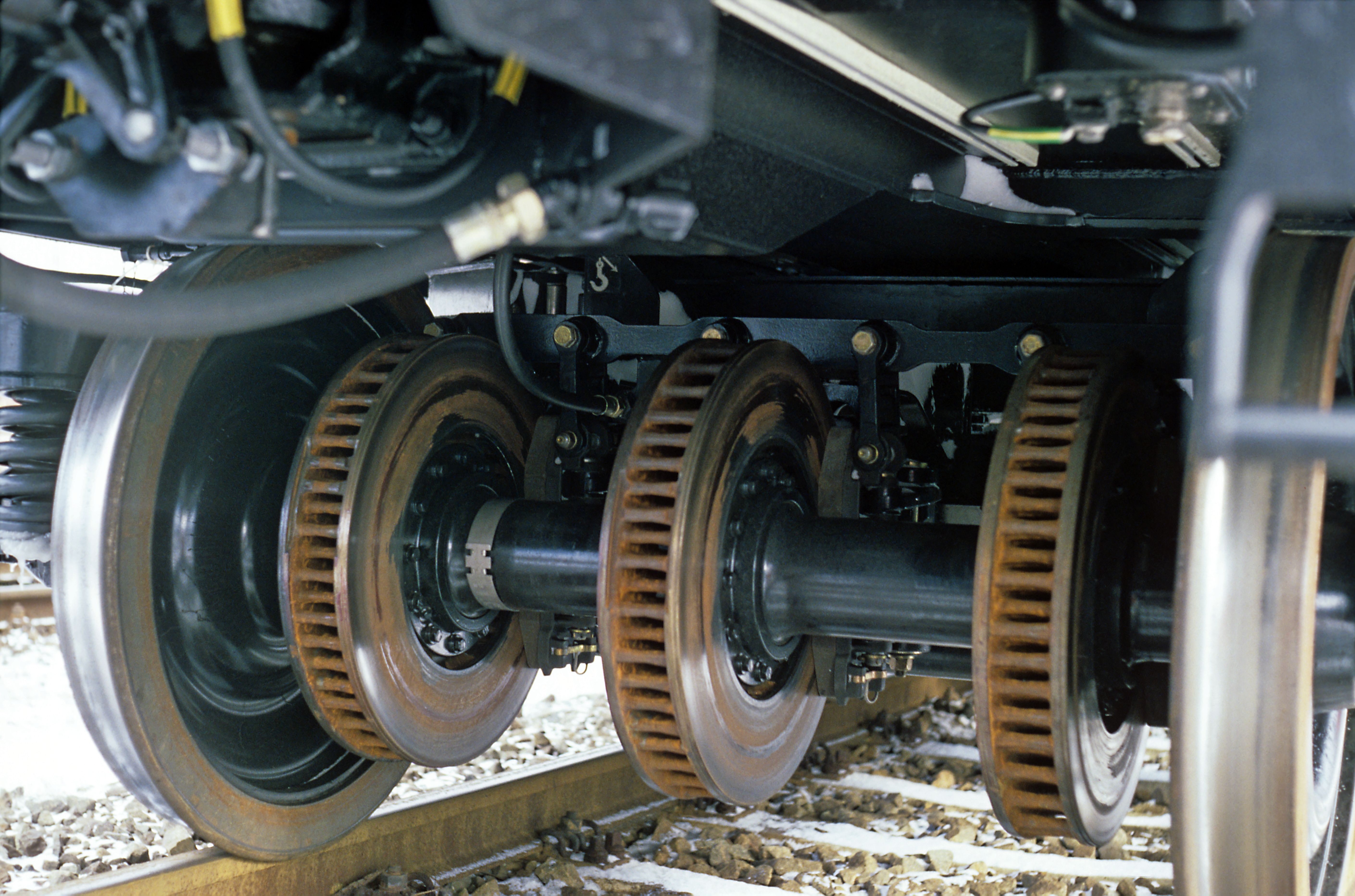
445형 전동차에 장착된 디스크 제동이 장착된 괴를리츠 VIII형 대차

통일 후 바곤바우 괴를리츠는 다른 동독 소재 철도차량 제작사와 함께 도이체 바곤바우 AG(Deutsche Waggonbau AG, DWA)를 결성했다. 1994년 5월 DWA는 도이체 반으로부터 최소 250량의 시속 140 km급 2층 객차를 주문받았다. 이 차량의 대차는 괴를리츠에서 설계되었으며 괴를리츠 VIII형으로 분류되었다. 축간 거리는 2500 mm이며, 대차 자체 중량은 6.75 t, 최대 하중은 29 t이다. 이전과 마찬가지로 1차 서스펜션은 코일 스프링, 유압식 진동 감쇠 장치가 설치되었다. 2차 서스펜션은 높이 조정이 가능한 에어 서스펜션이 장착되었다. 비상 상황에서는 고무 스프링이 에어 서스펜션의 역할을 담당한다. 대차의 가로 방향 빔에 아래쪽으로 장착된 두 개의 공기 스프링이 서스펜션 역할을 수행하며, 위쪽은 피벗에 장착되어 있다. 공기 스프링은 최대 50 mm까지 측면 이동을 흡수할 수 있다. 대차 프레임은 St 52-3등급 강철로 용접 제작되었다. 기계식 진동 안정화 장치가 설치되었다. 대차의 각각 차축에는 제동 디스크 3개가 장착되어 있고, 추가로 자기식 와전류제동 레일을 장착할 수 있다. 차륜은 스윙 암으로 구동되는 위시본으로 구동된다.
대차의 시제품은 뮌헨-프라이만 시험선에서 최대 시속 250 km로 운행을 거쳤고, 하노버-뷔르츠부르크 고속선에서 실제 운행 시험을 거쳤다. 대차는 DWA의 페차우-슈프레발트 공장에서 양산되었다. 1998년 DWA가 봄바디어에 인수되었고, 2001년 봄바디어는 Adtranz를 인수하면서 지겐 근처의 네트펜에 있었던 대차 생산 공장을 인수했다. 이후 괴를리츠 VIII형 대차는 지겐에서 제조되었다.
도이체 반은 2층 객차에도 계속 괴를리츠 VIII형 대차를 사용했으며, 1998년부터는 시속 160 km에 대응 가능한 대차를 주문했다. 1998년에는 괴를리츠 VIII형의 140 km/h 대응형이 장착된 445형 "Meridian" 차량에 시제품이 장착되었다. 2013년까지 도이체 반에 납품된 봄바디어 제작 2층 객차 및 다른 사철 회사에도 괴를리츠 VIII형이 장착되었으며, 2004년과 2005년에 룩셈부르크 국유 철도에 납품된 2층 객차에도 이 대차가 장착되었다.

#### 괴를리츠 IX형
2004년 봄바디어의 시장 조사 결과 미래에는 2층 철도차량이 시속 200 km에 도달하며 이에 필요한 여압 장치 등으로 인하여 축중이 20 t까지 증가할 것이라고 분석했다. 괴를리츠 VIII형 대차는 설계 최고속도 160 km/h에 최대 축중은 18 t에 불과했다. 봄바디어는 지겐에서 자체적으로 해당 조건을 만족하는 괴를리츠 IX형을 개발하였다. 괴를리츠 VIII형을 기반으로 하며 많은 구성 요소가 호환된다. 주요 변경 사항으로는 차축 연결부와 제동이 있다. 비용 절감을 위해서 대차 프레임의 구성 요소를 단순화했고 용접 길이를 35% 줄였다. 괴를리츠 VIII형과 비교했을 때 대차 프레임당 주조 부품 개수가 4개 줄어들었다. 2007년 시제품 6개가 생산되었으며, 그 중 2개에는 더 작아진 제동 장치가 장착되었다. DB 지스템테크니크에서 대차 4개가 시운전을 거쳤으며, 하노버-베를린 고속선의 볼프스부르크와 라테노 구간에서 시속 230 km에 도달했다. 지겐에서 금속 피로도 시험을 거쳤다. 2008년 6월 독일 연방 철도청(EBA)의 시험을 통과했고, 2008년 9월부터는 드레스덴 지역에서 DB Regio 열차에 시험 운행을 수행했다.
괴를리츠 IX형 대차는 봄바디어 트윈덱스 2층 객차에 채택되었다. 2015년 12월 시간표 개정 이후 2층 인터시티를 운행하기 시작한 도이체 반에 최초로 납품되었다. 설계 최고속도는 시속 189 km이지만 영업 최고속도는 시속 160 km이다.

## 참조
1. 1 2 3 4 5 6 7 8 9  Karl Gerhard Baur: Drehgestelle – Bogies. EK-Verlag, 2. Auflage, Freiburg 2009, ISBN 978-3-88255-147-1, S. 197–204.